# Тикша (озеро)
Тикша — пресноводное озеро на территории Ледмозерского сельского поселения Муезерского района Республики Карелии.

## Физико-географическая характеристика
Располагается на высоте 136,2 метров над уровнем моря.
Форма озера продолговатая: оно более чем на два километра вытянуто с юго-запада на северо-восток. Берега несильно изрезанные, каменисто-песчаные, местами заболоченные.
Озеро соединяется короткой протокой с озером Мергубским, которое, в свою очередь, соединяется протокой с Челгозером. Через последнее протекает река Чирко-Кемь.
Ближе к южному берегу Тикши расположен один некрупный остров без названия.
На западном берегу озера располагается посёлок Тикша, через который проходит трасса А137 («Р21 („Кола“) — Тикша — Ледмозеро — Костомукша — граница с Финляндской Республикой»).

## Панорама

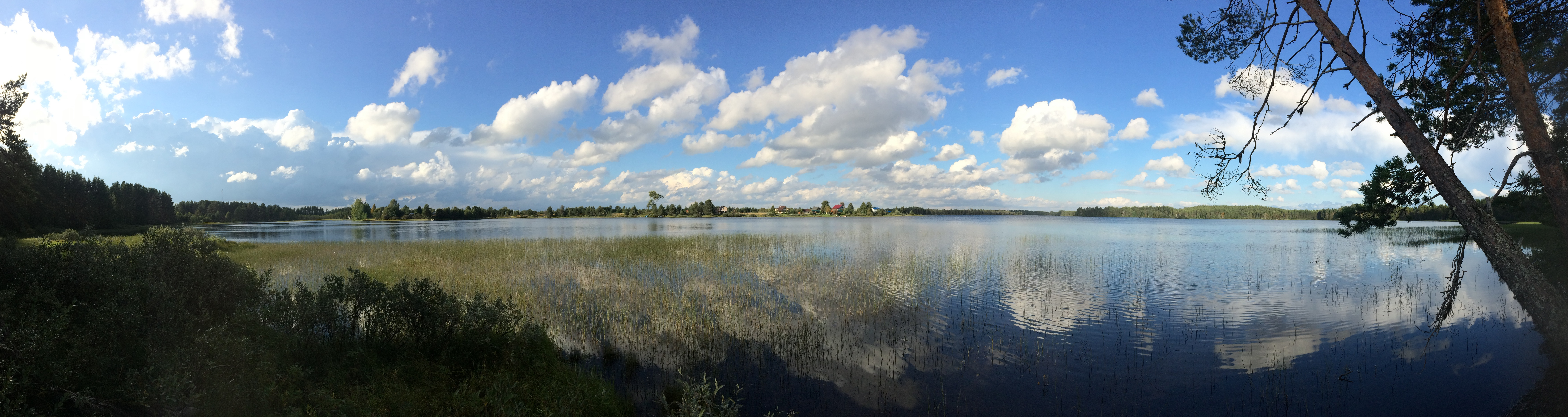
Панорама